# ミフェプリストン・ミソプロストール
ミフェプリストン・ミソプロストール（英: Mifepristone/misoprostol）は、ミフェプレックス・サイトテック（英: Mifeprex/Cytotec）としても知られており、主に医薬中絶に用いられる２つの薬剤が一緒に包装されている医薬品である。一般的に妊娠11週までの中絶に用いられるが、妊娠中期にも使用される場合もある。また、12週までの早期妊娠喪失にも使用される。中絶が成功しているかは妊娠検査や超音波検査によって確認できる。投与法は経口または、舌の下に静置する。一般的に妊娠初期の場合は遠隔医療を含む家庭医から処方を受けられ自宅にて使用できるが、妊娠中期の場合は病院での診療が推奨される。
副作用には、吐き気、胃のむかつき、軽度の発熱などがあげられる。子宮けいれんや不正出血が予測される。まれに、大量出血、妊娠の継続、感染症を発症することがある。精神障害、乳がん、不妊の危険性には影響しない。脱落膜の破壊を引き起こす黄体ホルモン拮抗薬であるミフェプリストンと子宮頚部の成熟と子宮収縮を引き起こすプロスタグランジンE1のミソプロストールが含まれている。
ミフェプリストンは1987年にフランスで使用されるようになり、米国では2000年から使用されるようになった。2019年から後発医薬品として入手できる。ミソプロストールは1973年に開発された。ミフェプリストン・ミソプロストールの組み合わせはWHO必須医薬品モデルリストに記載されている。2023年の米国での価格は500米ドルであるが、慈善団体が無料または低価格で提供している場合もある。カナダでは約300～450カナダドルであるが国民保健で補助されている。2018年の低中所得国での価格は4～36米ドルである。